# Sigrid Kahle
Sigrid Ida Matilda Kahle, född Nyberg den 18 september 1928 i Paris i Frankrike, död 31 december 2013 i Uppsala i Sverige, var en svensk journalist och författare.

## Biografi
Sigrid Kahle var dotter till H.S. Nyberg och syster till Ingegerd Fries. Hon gifte sig 1951 med den västtyske diplomaten John H. Kahle (1920–2003), son till professor Paul Kahle. 
Sigrid Kahle studerade humaniora vid Uppsala universitet och Harvard samt arabiska vid Bonns universitet. Därefter var hon medarbetare på kultursidorna i Svenska Dagbladet och Upsala Nya Tidning och blev 1997 filosofie hedersdoktor vid Uppsala universitet. 
Hon publicerade 1991 i serien Svenska akademiens minnesteckningar en bok om fadern: H.S. Nyberg. En vetenskapsmans biografi och 2003 självbiografin Jag valde mitt liv. En andra delen av hennes självbiografi, Att vilja sitt öde – trots allt, utkom 2013.
Sigrid Kahle specialiserade sig på islams värld och kultur. År 2006 donerade hon sin och maken John Kahles boksamling med inriktning på islam och Orienten, till Umeå universitet. 2008 skänkte hon deras omfattande tidningsurklippssamling till Sigtunastiftelsen.
Från 2010 till sin död levde Kahle tillsammans med författaren Carl-Göran Ekerwald. Hon är begravd på Uppsala gamla kyrkogård.

## Priser och utmärkelser
- 1997 – Hedersdoktor vid Uppsala universitet
- 2000 – Kungliga medaljen Litteris et Artibus
- 2003 – Lundequistska bokhandelns litteraturpris
- 2003 – Lotten von Kræmers pris
- 2006 – Stig Dagermanpriset
- 2006 – Sigtunastiftelsens författarstipendium